# Bosse Stoor
Bosse Stoor, folkbokförd som Bo Göte Ragnvald Stoor, född 1 februari 1931 i Stora Kopparbergs församling, men tillhörig Bromma församling, Stockholm, död 8 juli 2019 i Falun, var en svensk musiker (trumslagare). Han var brorson till hawaiigitarristen Yngve Stoor.
Bosse Stoor började som musiker hos Leon Landgren. Under 1953 engagerades han i Lars Gullins folkparkskvintett, och från 1957 spelade han i Hasse Kahns orkester. Han slutade som musiker under 1960-talet för att ägna sig åt annan verksamhet.
Bosse Stoor är gravsatt på  Hosjö kyrkogård, Fakyn.